# Vrhje
Vrhje je naselje u Općini Brežice u istočnoj Sloveniji. Vrhje se nalazi u pokrajini Dolenjskoj i statističkoj regiji Donjoposavskoj. 

## Stanovništvo
Prema popisu stanovništva iz 2002. godine Vrhje je imalo 211 stanovnika.

### Etnički sastav
1991. godina
- Slovenci: 213 (93,8%)
- Hrvati: 7 (3,1%)
- Muslimani: 2
- Ostali: 1
- Nepoznato: 4 (1,8%)